# Alois Turek
Alois Turek (20. července 1810 Nový Bydžov – 26. prosince 1893 Praha) byl významný český architekt a mecenáš umění. Po obecné škole v Novém Bydžově odešel do Prahy, kde vystudoval tehdejší stavovskou techniku a tři roky studoval architekturu na (Akademii výtvarných umění ve Vídni), obojí s výborným prospěchem. Ve Vídni se musel sám živit a na prázdniny domů chodil pěšky. Roku 1832 se vrátil a působil jako stavitel v Novém Bydžově. Postupně se stal stavebním ředitelem u několika šlechticů (u knížete Paara, u hraběte Althana, u hraběte Kolovrata-Libšteinského aj.), pro něž postavil na tisíce stavení hospodářských.

## Práce
Stavěl továrny (například cukrovar ve Svojšicích, přádelnu v Náchodě, celkem 18 papíren, mimo jiné ve Vraném nad Vltavou a v Hostinném). Nakloněnou věž kostela v Sýčině, která byla už určena ke zbourání, vrátil do svislé podoby, přestavěl kostel v Městci Králové, kapli v Březnici, postavil kostel sv. Martina v Horním Slivně, v Chotěvicích a zámeček v Hostinném.
Roku 1850 se přestěhoval do Prahy, ale až do roku 1869 mu cechovní předpisy bránily ve městě stavět. V Praze patří mezi jeho práce budova pojišťovací banky Slavie na Senovážném náměstí (1872–1873) a První vzájemná česká pojišťovna ve Vladislavově ulici (1872–1873). Je patrně autorem projektu kostela sv. Martina ve Mšeně z let 1876–1879 a zámecké kaple Panny Marie z roku 1864 v Niměřicích.

## Mecenáš
Alois Turek byl mecenášem českých kulturních podniků a založil čtyři stipendia pro umělce. Pro veřejné účely odkázal sumu 180.000 zlatých. 2.000 zlatých odkázal fondu českých žurnalistů „s přáním, aby páni žurnalisté se vždy především o stavu věci náležitě přesvědčili“. Jím ustavená Nadace architekta Aloise Turka financovala odměny českým výtvarníkům a spisovatelům za jejich národu prospěšná díla. Od roku 1882 byl čestným občanem Nového Bydžova.
Je pohřben na pražských Olšanských hřbitovech (hrob III-2-42).